# Gustave-Louis Blanc
Gustave-Louis Blanc (né le 6 septembre 1872 à Paris, où il est mort le 25 octobre 1927) est un chimiste français.
Blanc a étudié la chimie à Paris et a obtenu son doctorat en 1899 sous la direction de Charles Friedel. Deux réactions de chimie organique portent son nom : la réduction de Bouveault et Blanc, qui permet de réduire un ester ou un composé carbonylé en alcool, et la réaction de Blanc ou chlorométhylation de Blanc, qui permet d'introduire un groupe chlorométhyle sur un composé aromatique.